# 滨海圣伯努瓦
滨海圣伯努瓦（法語：Saint-Benoist-sur-Mer，法語發音：[sɛ̃ bənwa syʁ mɛʁ]）是法国卢瓦尔河地区大区旺代省的一个市镇，位于该省南部，属于莱萨布勒多洛讷区。

## 地理
滨海圣伯努瓦（46°25'30"N, 1°21'16"W）面积15.53 平方千米，位于法国卢瓦尔河地区大区旺代省，该省份为法国西部沿海省份，北起大西洋卢瓦尔省和曼恩-卢瓦尔省，西临大西洋，南至滨海夏朗德省，东部及东南部与德塞夫勒省接壤。
与滨海圣伯努瓦接壤的市镇（或旧市镇、城区）包括：拉容谢尔、昂格勒、屈尔宗、格吕、莱鲁、塔尔蒙代地区圣西、圣但尼迪派雷。

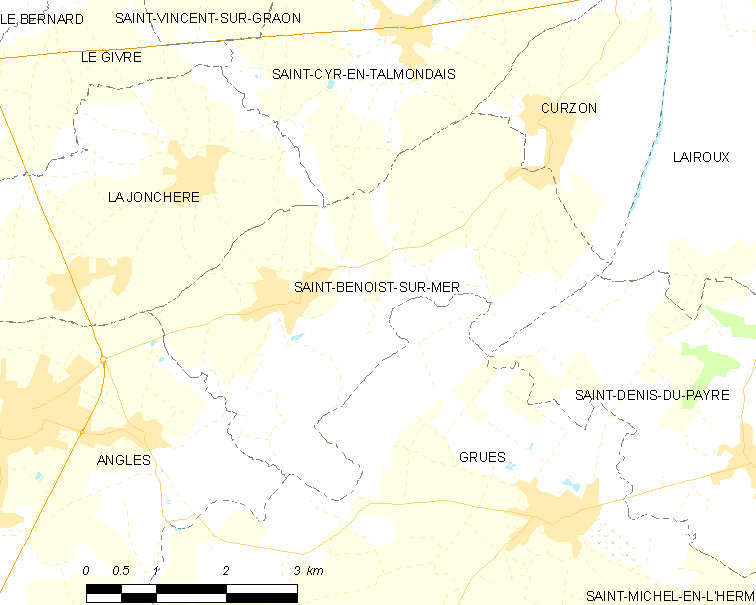
滨海圣伯努瓦的OSM定位图

滨海圣伯努瓦的时区为UTC+01:00、UTC+02:00（夏令时）。

## 行政
滨海圣伯努瓦的邮政编码为85540，INSEE市镇编码为85201。

## 政治
滨海圣伯努瓦所属的省级选区为莱河畔马勒伊-迪赛县。

## 人口

1962-2008年间滨海圣伯努瓦人口变化图示

滨海圣伯努瓦于2022年1月1日时的人口数量为511人。